# Бисинген ам Хохрајн
Бисинген ам Хохрајн (њем. Büsingen am Hochrhein) општина је у њемачкој савезној држави Баден-Виртемберг. Једно је од 25 општинских средишта округа Констанц. Према процјени из 2010. у општини је живјело 1.419 становника. Посједује регионалну шифру (AGS) 8335015. За ову општину је карактеристично да представља немачку ексклаву у Швајцарској, и да је са свих страна окружена Швајцарском.

## Географски и демографски подаци
Бисинген ам Хохрајн се налази у савезној држави Баден-Виртемберг у округу Констанц. Општина се налази на надморској висини од 395 метара. Површина општине износи 7,6 km². У самом мјесту је, према процјени из 2010. године, живјело 1.419 становника. Просјечна густина становништва износи 186 становника/km².

## Међународна сарадња
| Мјесто        | Држава | Врста сарадње | Од    |
| ------------- | ------ | ------------- | ----- |
| Устшики Долне | Пољска | контакт       | 1993. |
| Извор         |        |               |       |